# Claudia Martín
Claudia Martín Martínez (Oaxaca de Juárez, 28 de agosto de 1989) é uma atriz mexicana.

## Biografia
É licenciada em Comunicação Audiovisual pela Universidade Carlos III de Madrid. Antes de iniciar os seus estudos, viveu na Inglaterra para estudar inglês e daí nasceu o seu interesse em estudar no velho continente. Ao retornar, ingressou na Televisa como figurinista. Foi aí que descobriu a sua vontade de atuar. 
Sua primeira aparição na televisão foi em 2015 na novela Amores con trampa. Posteriormente participou das novelas Un camino hacia el destino e Sueño de amor.
Em 2017 interpretou sua primeira protagonista na telenovela Sin tu mirada, junto com Osvaldo de León.
Em 2018 interpretou a vilã da novela Amar a muerte, junto com Angelique Boyer e Michel Brown.

## Filmografia

### Televisão
| Ano       | Título                      | Personagem                                                               |
| --------- | --------------------------- | ------------------------------------------------------------------------ |
| 2025      | Juegos de amor y poder      | Luciana Espinoza Márquez                                                 |
| 2024      | El amor no tiene receta     | Paz Roble Ruiz de Villa de Cortés / Paz Roble Ruiz de Juárez             |
| 2023      | Vencer la culpa             | Paloma Gallardo Rivera                                                   |
| 2022      | Mujeres Asesinas            | Adriana Salas                                                            |
| 2022      | Los ricos también lloran    | Mariana Villarreal Arellano de Salvatierra / Mariana Montenegro Arellano |
| 2021      | Fuego ardiente              | Martina Ferrer Urquidi de Montemayor                                     |
| 2020      | Cómo tú no hay 2            | Natalia "Naty" Lira Vargas de Reyes Alonso                               |
| 2019      | Doña Flor y sus dos maridos | Ela mesma                                                                |
| 2018-2019 | Amar a muerte               | Eva Carvajal Pineda de Luna                                              |
| 2017-2018 | Sin tu mirada               | Marina Ríos Zepahua / Marina Ocaranza Arzuaga                            |
| 2017      | Enamorándome de Ramón       | Andrea Medina Fernández                                                  |
| 2016      | Sueño de amor               | Anya Rodríguez                                                           |
| 2016      | La Rosa de Guadalupe        | Liliana                                                                  |
| 2016      | Un camino hacia el destino  | Victoria "Vicky" Mejía Ocoña                                             |
| 2015-2016 | Como dice el dicho          | Leila / Brenda                                                           |
| 2015      | Amores con trampa           | Martina                                                                  |

## Prêmios

### Premios TVyNovelas
| Ano  | Categoria                | Telenovela            | Resultado |
| ---- | ------------------------ | --------------------- | --------- |
| 2018 | Melhor Atriz Juvenil     | Enamorándome de Ramón | Indicada  |
| 2019 | Melhor Atriz Antagonista | Amar a Muerte         | Venceu    |

## Ligações Externas
- Claudia Martín. no IMDb.
- Claudia Martín no Facebook
- Claudia Martín no X